# Koldenbüttel
Koldenbüttel (Deens: Koldenbyttel) is een gemeente in de Duitse deelstaat Sleeswijk-Holstein. De gemeente maakt deel uit van de Kreis Noord-Friesland.
Koldenbüttel telt 907 inwoners.

## Geboren
- Christian Heinrich Friedrich Peters (1813-1890), astronoom
- Wilhelm Peters (1815-1883), natuuronderzoeker, zoöloog, ontdekkingsreiziger

Achtrup ·
Ahrenshöft ·
Ahrenviöl ·
Ahrenviölfeld ·
Alkersum ·
Almdorf ·
Arlewatt ·
Aventoft ·
Bargum ·
Behrendorf ·
Bohmstedt ·
Bondelum ·
Bordelum ·
Borgsum ·
Bosbüll ·
Braderup ·
Bramstedtlund ·
Bredstedt ·
Breklum ·
Dagebüll ·
Drage ·
Drelsdorf ·
Dunsum ·
Elisabeth-Sophien-Koog ·
Ellhöft ·
Emmelsbüll-Horsbüll ·
Enge-Sande ·
Fresendelf ·
Friedrich-Wilhelm-Lübke-Koog ·
Friedrichstadt ·
Galmsbüll ·
Garding ·
Garding, Kirchspiel ·
Goldebek ·
Goldelund ·
Gröde ·
Grothusenkoog ·
Haselund ·
Hattstedt ·
Hattstedtermarsch ·
Högel ·
Holm ·
Hooge ·
Hörnum (Sylt) ·
Horstedt ·
Hude ·
Humptrup ·
Husum ·
Immenstedt ·
Joldelund ·
Kampen (Sylt) ·
Karlum ·
Katharinenheerd ·
Klanxbüll ·
Klixbüll ·
Koldenbüttel ·
Kolkerheide ·
Kotzenbüll ·
Ladelund ·
Langeneß ·
Langenhorn ·
Leck ·
Lexgaard ·
List ·
Löwenstedt ·
Lütjenholm ·
Midlum ·
Mildstedt ·
Nebel ·
Neukirchen ·
Nieblum ·
Niebüll ·
Norddorf auf Amrum ·
Norderfriedrichskoog ·
Nordstrand ·
Norstedt ·
Ockholm ·
Oevenum ·
Oldenswort ·
Oldersbek ·
Olderup ·
Oldsum ·
Ostenfeld (Husum) ·
Oster-Ohrstedt ·
Osterhever ·
Pellworm ·
Poppenbüll ·
Ramstedt ·
Rantrum ·
Reußenköge ·
Risum-Lindholm ·
Rodenäs ·
Sankt Peter-Ording ·
Schwabstedt ·
Schwesing ·
Seeth ·
Simonsberg ·
Sollwitt ·
Sönnebüll ·
Sprakebüll ·
Stadum ·
Stedesand ·
Struckum ·
Süderende ·
Süderhöft ·
Süderlügum ·
Südermarsch ·
Sylt ·
Tating ·
Tetenbüll ·
Tinningstedt ·
Tönning ·
Tümlauer-Koog ·
Uelvesbüll ·
Uphusum ·
Utersum ·
Viöl ·
Vollerwiek ·
Vollstedt ·
Welt ·
Wenningstedt-Braderup (Sylt) ·
Wester-Ohrstedt ·
Westerhever ·
Westre ·
Winnert ·
Wisch ·
Witsum ·
Wittbek ·
Wittdün auf Amrum ·
Witzwort ·
Wobbenbüll ·
Wrixum ·
Wyk auf Föhr